# Monomorium falcatum
Monomorium falcatum är en myrart som först beskrevs av Mcareavey 1949.  Monomorium falcatum ingår i släktet Monomorium och familjen myror. Inga underarter finns listade i Catalogue of Life.